# 못 잊어 (1969년 영화)
"못잊어"는 한국에서 제작된 박구 감독의 1969년 영화이다. 신영균 등이 주연으로 출연하였고 우기동 등이 제작에 참여하였다.

## 출연

### 주연
- 신영균
- 남정임
- 박암
- 방성자

## 기타
- 조명: 강용신
- 미술: 송백규